# Midnight, Texas
Midnight, Texas ist eine US-amerikanische Fernsehserie. Die Serie, die wie True Blood auf Büchern von Charlaine Harris basiert, besteht aus 19 Folgen in zwei Staffeln. Am 21. Dezember 2018 gab NBC bekannt, die Serie nach der zweiten Staffel zu beenden.
Im deutschsprachigen Raum fand die Erstausstrahlung ab dem 31. Januar 2019 bei Syfy statt.

## Handlung
Auf der Flucht vor seiner Vergangenheit wird der junge Hellseher Manfred Bernardo vom Geist seiner Großmutter heimgesucht, welche ihm erzählt, in Midnight, Texas, Zuflucht zu suchen. Dort wird er eine Gemeinschaft voller unterschiedlicher Charaktere finden, die ihm helfen kann – darunter ein Vampir, eine Hexe, ein gefallener Engel, ein Dämon und ein Gestaltwandler. Midnight sieht sich zahlreichen Bedrohungen aus der Außenwelt ausgesetzt, als der Neuankömmling die Gemeinde betritt.

## Besetzung
Die Synchronisation wurde bei den SPEEECH Audiolingual Labs nach Dialogbüchern von Matthias Ransberger unter der Dialogregie von Felix Auer erstellt.

### Hauptfiguren
| Rolle                   | Darsteller         | Hauptrolle | Nebenrolle | Synchronsprecher   |
| ----------------------- | ------------------ | ---------- | ---------- | ------------------ |
| Manfred Bernardo        | François Arnaud    | 1.01–2.09  |            | Leonard Hohm       |
| Bobo Winthrop           | Dylan Bruce        | 1.01–2.09  |            | Andreas Thiele     |
| Fiji Cavanaugh          | Parisa Fitz-Henley | 1.01–2.09  |            | Shanti Chakraborty |
| Olivia Charity          | Arielle Kebbel     | 1.01–2.09  |            | Jacqueline Belle   |
| Joe Strong              | Jason Lewis        | 1.01–2.09  |            | Götz Otto          |
| Lemuel „Lem“ Bridger    | Peter Mensah       | 1.01–2.09  |            | Marc Rosenberg     |
| Creek Lovell            | Sarah Ramos        | 1.01–1.10  | 2.01, 2.06 | Janina Dietz       |
| Reverend Emilio Sheehan | Yul Vazquez        | 1.01–1.10  | 2.01, 2.03 | Matthias Klie      |

### Nebenfiguren
| Rolle                       | Darsteller        | Nebenrolle | Synchronsprecher   |
| --------------------------- | ----------------- | ---------- | ------------------ |
| Xylda                       | Joanne Camp       | 1.01–2.09  | Angelika Bender    |
| Simone Davis / Madonna Reed | Kellee Stewart    | 1.01–2.05  | Friederike Sipp    |
| Chuy Strong                 | Bernardo Saracino | 1.01–2.08  | Karim El Kammouchi |
| Shawn Lovell                | Bob Jesser        | 1.01–1.06  | Josef Vossenkuhl   |
| Connor Lovell               | John-Paul Howard  | 1.01–1.06  | Malte Wetzel       |
| Mr. Snuggly                 | Joe Smith         | 1.01–2.04  | Uwe Kosubek        |
| Kai Lucero                  | Nestor Carbonell  | 2.01–2.09  |                    |
| Patience Lucero             | Jaime Ray Newman  | 2.01–2.09  |                    |
| Walker Chisum               | Josh Kelly        | 2.01–2.09  |                    |

## Episodenliste

### Staffel 1
| Nr. (ges.) | Nr. (St.) | Deutscher Titel        | Originaltitel               | Erstausstrahlung USA | Deutschsprachige Erstausstrahlung (D) | Regie             | Drehbuch                   | Zuschauer (USA) |
| ---------- | --------- | ---------------------- | --------------------------- | -------------------- | ------------------------------------- | ----------------- | -------------------------- | --------------- |
| 1          | 1         | Willkommen in Midnight | Pilot                       | 24. Juli 2017        | 31. Jan. 2019                         | Niels Arden Oplev | Monica Owusu-Breen         | 3,571 Mio.      |
| 2          | 2         | Vollmond               | Bad Moon Rising             | 31. Juli 2017        | 31. Jan. 2019                         | David Solomon     | Monica Owusu-Breen         | 3,286 Mio.      |
| 3          | 3         | Blutige Vergangenheit  | Lemuel, Unchained           | 7. Aug. 2017         | 7. Feb. 2019                          | David Solomon     | Turi Meyer & Al Septien    | 3,062 Mio.      |
| 4          | 4         | Die Venus-Falle        | Sexy Beast                  | 14. Aug. 2017        | 14. Feb. 2019                         | Steve Shill       | Liz Sagal                  | 3,191 Mio.      |
| 5          | 5         | Hightower              | Unearthed                   | 21. Aug. 2017        | 21. Feb. 2019                         | Milan Cheylov     | Brynn Malone               | 2,853 Mio.      |
| 6          | 6         | Verblendung            | Blinded by the Light        | 28. Aug. 2017        | 28. Feb. 2019                         | Nick Gomez        | Mark H. Kruger             | 3,365 Mio.      |
| 7          | 7         | Engel & Dämonen        | Angel Heart                 | 4. Sep. 2017         | 7. März 2019                          | Mairzee Almas     | Larry Caldwell & Liz Sagal | 2,926 Mio.      |
| 8          | 8         | Die Versuchung         | Last Temptation of Midnight | 11. Sep. 2017        | 14. März 2019                         | Kevin Tancharoen  | Monica Owusu-Breen         | 2,515 Mio.      |
| 9          | 9         | Der Sturm              | Riders on the Storm         | 13. Sep. 2017        | 21. März 2019                         | Greg Beeman       | Al Septien & Turi Meyer    | 2,449 Mio.      |
| 10         | 10        | Colconnar              | The Virgin Sacrifice        | 18. Sep. 2017        | 28. März 2019                         | David Solomon     | Monica Owusu-Breen         | 2,722 Mio.      |

### Staffel 2
| Nr. (ges.) | Nr. (St.) | Deutscher Titel        | Originaltitel                         | Erstausstrahlung USA | Deutschsprachige Erstausstrahlung (D) | Regie           | Drehbuch                                   | Zuschauer (USA) |
| ---------- | --------- | ---------------------- | ------------------------------------- | -------------------- | ------------------------------------- | --------------- | ------------------------------------------ | --------------- |
| 11         | 1         | Besessen               | Head Games                            | 26. Okt. 2018        | 4. Apr. 2019                          | Tim Andrew      | Eric Charmelo & Nicole Snyder              | 1,935 Mio.      |
| 12         | 2         | Bitte beiß mich        | The Monster of the Week Is Patriarchy | 2. Nov. 2018         | 11. Apr. 2019                         | Tim Andrew      | Brynn Malone                               | 1,977 Mio.      |
| 13         | 3         | Hexennacht             | To Witch Hell and Back                | 9. Nov. 2018         | 18. Apr. 2019                         | Rob Greenlea    | Turi Meyer & Alfredo Septién               | 1,938 Mio.      |
| 14         | 4         | Die kleine Wer-Tigerin | I Put a Spell on You                  | 16. Nov. 2018        | 25. Apr. 2019                         | Rob Greenlea    | Ken Hanes                                  | 2,078 Mio.      |
| 15         | 5         | Chardonnay             | Drown the Sadness in Chardonnay       | 30. Nov. 2018        | 2. Mai 2019                           | Stacey K. Black | Katie Lunskis                              | 1,832 Mio.      |
| 16         | 6         | Mr. Nice Kai           | No More Mr. Nice Kai                  | 7. Dez. 2018         | 9. Mai 2019                           | PJ Pesce        | Deirdre Mangan                             | 1,886 Mio.      |
| 17         | 7         | Delilah                | Resting Witch Face                    | 14. Dez. 2018        | 16. Mai 2019                          | Neema Barnette  | Kelli Breslin                              | 2,415 Mio.      |
| 18         | 8         | Hypatia Regina         | Patience Is a Virtue                  | 21. Dez. 2018        | 23. Mai 2019                          | Barbara Brown   | Alfredo Septién & Turi Meyer               | 2,572 Mio.      |
| 19         | 9         | Patience, Texas        | Yasss, Queen                          | 28. Dez. 2018        | 30. Mai 2019                          | Nick Gomez      | Eric Charmelo & Nicole Snyder & Even Twohy | 2,419 Mio.      |